# Paul Deschanel
Paul Eugène Louis Deschanel (Schaerbeek, 13 de fevereiro de 1855 – Paris, 28 de abril de 1922) foi um jornalista e político francês que serviu como 11º Presidente da França e Co-Príncipe de Andorra de fevereiro a setembro de 1920.
Filho de Emile Deschanel (1819-1904), professor no Collége de France e senador, nasceu em Bruxelas, onde o seu pai foi exilado entre 1851 e 1859, devido à sua oposição a Napoleão III, sendo assim um dos únicos dois presidentes franceses nascidos fora do território francês (o outro é Valéry Giscard d'Estaing, que nasceu em Koblenz, Alemanha).

## Início de carreira política
Estudou Direito, iniciando a sua carreira como secretário de Deshayes de Marcére (1876) e Jules Simon (1876-1877). Eleito deputado por Eure-et-Loir em 1885, tornou-se desde o início um dos mais notáveis oradores do grupo progressista republicano. Foi presidente do Congresso dos Deputados entre 1896 e 1901; reeleito em 1902, rejeitou o cargo. No entanto, regressou brilhantemente em 1904, e em 1905 apoiou a lei da separação da Igreja e do Estado.
No futuro, como deputado e presidente da Assembleia, dedicou-se à luta contra a esquerda (fê-lo não só no Parlamento, mas também em reuniões públicas por toda a França). Os seus discursos em Marselha (26 de outubro de 1896), Carmaux (27 de dezembro de 1896) e Roubaix (10 de abril de 1897) foram triunfos da eloquência e da clareza explicativa da política e dos objetivos sociais do Partido Progressista.

## Presidência
Foi eleito presidente da França em 17 de janeiro de 1920. Ele aspirava a um papel mais ativo do que tinha sido rigoroso durante a Terceira República Francesa, mas a sua saúde mental impediu-o de pôr em prática as suas ideias.
Como presidente, o seu comportamento excêntrico causou alguma consternação. Uma vez, depois de um grupo de estudantes lhe ter dado um ramo de flores, devolveu-as atirando-as uma de cada vez. Tudo isto culminou na madrugada de 20 de maio de 1920, quando, tendo ingerido vários comprimidos para dormir, caiu de uma janela de um comboio presidencial perto de Montargis. Encontrou-o, a vaguear de pijama, um ourives, que o acompanhou até à posição da pessoa encarregada da passagem ao nível mais próxima. Pouco depois, saiu de uma reunião de estado e entrou completamente vestido num lago. Demitiu-se a 21 de setembro de 1920 e foi internado numa instituição. Um ano após a sua demissão foi eleito senador, cargo que ocupou desde 9 de janeiro de 1921 até à sua morte.
Foi até 1981 o único chefe de Estado francês durante o qual nenhum condenado foi executado (a pena de morte foi abolida em 1981 com o apoio do Presidente François Mitterrand). Ele próprio foi durante muito tempo um opositor da pena capital.

## Obras
Paul Deschanel foi também um homem de letras, autor de vários livros sobre questões sociais, e foi eleito para a Academia Francesa em 18 de maio de 1899. As suas obras mais notáveis são:
- Orateurs et hommes d´etat - Frederic II - M. de Bismarck - Fox et Pitt - Lord Grey - Talleyrand - Berryer - Gladstone, Calmann Lévy, París, 1899
- Figures de femmes (1899)
- La Décentralisation (1895)
- La Question sociale (1898)